# Morez
Morez ist eine ehemalige Stadt und eine Commune déléguée in der französischen Gemeinde Hauts de Bienne mit 4.564 Einwohnern (Stand: 1. Januar 2022) im Département Jura in der Region Bourgogne-Franche-Comté.

## Geographie
Morez liegt auf 702 m, etwa 20 km nordöstlich der Stadt Saint-Claude und 40 km nördlich von Genf (Luftlinie). Die Kleinstadt erstreckt sich im Hochjura, in einem tief in die Juraketten eingeschnittenen Quertal, beidseits des Oberlaufs der Bienne, zwischen den Höhen von Bois de Bevet im Westen und Risoux im Osten.
Die Fläche der 9,67 km² großen Commune déléguée umfasst einen Abschnitt des französischen Juras. Der zentrale Teil wird vom Klustal von Morez eingenommen, das einer der großen Transformstörungen im Jura folgt. Dieses Quertal wird von Süden nach Norden von der Bienne durchflossen, die unterhalb des Ortszentrums von rechts die Evalude aufnimmt und danach einen scharfen Bogen zeichnet und durch ein tief eingeschnittenes Tal nach Südwesten fließt. Im Bereich von Morez weist der flache Talboden der Bienne eine Breite von maximal 250 m auf.
Das Quertal von Morez wird auf beiden Seiten von steil ansteigenden Hängen mit vorspringenden Felsnasen flankiert. Auf seiner Westseite wird das Tal von der Roche au Dade, der Roche Fendue und dem Rocher du Béchet überragt, von denen sich eine schöne Aussicht auf Morez bietet. Das Areal der Commune déléguée reicht bis auf das angrenzende, bewaldete Hochplateau des Bois de Bevet (bis 1050 m). Die nördliche Abgrenzung verläuft entlang der Bienne und dem Hang unterhalb von Morbier, während die südliche Grenze im Bereich der Talenge beim Pont des Douanes unterhalb des Rocher du Béchet liegt.
Nach Osten erstreckt sich das Gebiet der Commune déléguée über die Roche Brûlée (mit 1043 m ein weiterer Aussichtspunkt auf die Gemeinde) auf die Antiklinale des Risoux. Diese Hochfläche mit oberirdisch abflusslosen Senken und dazwischenliegenden Geländerippen ist dicht bewaldet. Im äußersten Nordosten des Gemeindebannes wird auf dem Crêt à la Dame mit 1311 m die höchste Erhebung von Morez erreicht. Das Gebiet der Commune déléguée ist Teil des Regionalen Naturparks Haut-Jura (frz.: Parc naturel régional du Haut-Jura).
Zur Commune déléguée Morez gehören neben der eigentlichen Ortschaft auch verschiedene Siedlungen und Einzelhöfe, darunter:
- Bas de Morez (691 m) an der Mündung der Evalude in die Bienne
- Villedieu (745 m) am östlichen Talhang der Bienne
- Sur Les Puits (815 m) auf einem Geländevorsprung am östlichen Talhang

Nachbarorte von Morez sind Morbier und Bellefontaine im Norden, Les Rousses im Osten, Longchaumois im Süden sowie La Mouille im Westen.

## Geschichte
Die Besiedlung des Talbodens des heutigen Morez setzte erst sehr spät ein. Die Anfänge gehen auf das frühe 16. Jahrhundert zurück, als man begann, die Wasserkraft der Bienne im damals Combe Noire genannten Quertal für den Antrieb von Mühlen zu nutzen. Ein Pionier bezüglich der Nutzung der Wasserkraft war Étienne Morel, der 1563 die ersten Industrien einführte, nämlich Sägereien und Schmieden. Gleichzeitig entstand eine Arbeitersiedlung, die zunächst den Namen Combe-à-Morel trug. Später wandelte sich der Name über Morel-sous-Morbier und Morey zum heutigen Morez. Während des 16. und 17. Jahrhunderts entwickelte sich Morez weiter zur Industriesiedlung. Ein neuer Wirtschaftszweig etablierte sich ab 1660 mit der Einführung der Uhrenindustrie.
In territorialer Hinsicht gehörte Morez zu La Mouille, das wiederum der Herrschaft der Abtei Saint-Claude unterstellt war. Im Jahr 1776 wurde Morez von La Mouille abgetrennt und zu einer eigenständigen Gemeinde erhoben.
An einem wichtigen Verkehrsweg von der Region Genf durch den Jura nach Dole und Dijon gelegen, profitierte Morez auch vom Handel. Im Lauf des 18. Jahrhunderts diversifizierte sich die Industrie weiter, indem zu den traditionellen Branchen die Gerberei, die Drahtzieherei und die Leinenweberei hinzukamen. Um 1800 wurde die Herstellung von Brillen und Brillengestellen eingeführt, die sich im Verlauf des 19. Jahrhunderts zum wichtigsten Industriezweig von Morez entwickelte. Die erste Hälfte des 19. Jahrhunderts ist durch die Industrialisierung und die Mechanisierung der Produktion geprägt. Damit einher ging eine markante Bevölkerungszunahme.

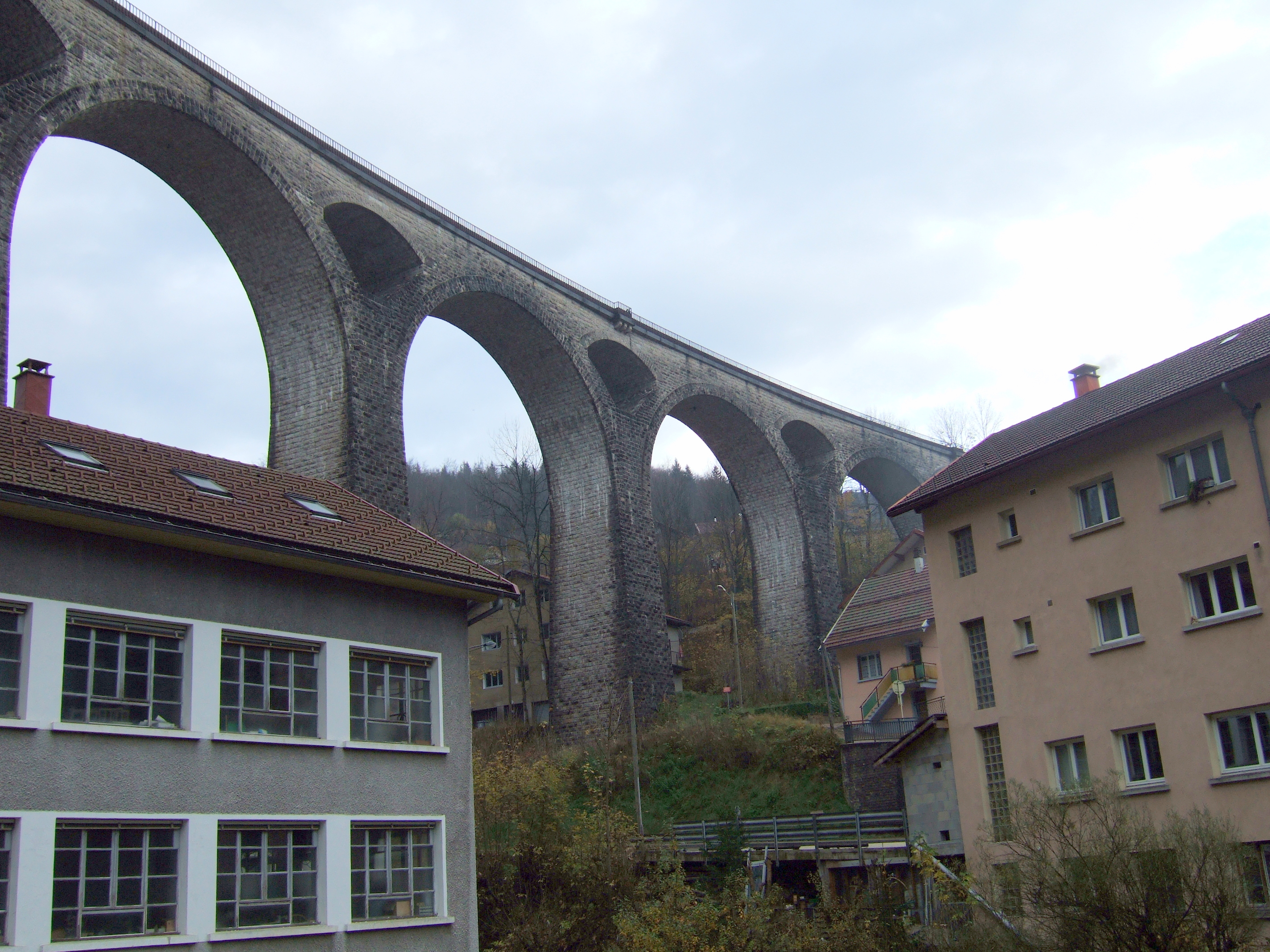
Eisenbahnviadukt in Morez

In der Folge wurde Morez zu einem wichtigen Bildungszentrum für die ortsansässigen Industriezweige: 1855 wurde die École d’Horlogerie gegründet. Aus der 1895 eröffneten Berufsschule, der 1911 die Sektion Optik und Brillen angegliedert wurde, entwickelte sich die 1928 eingeweihte École nationale d’Optique et de Lunetterie.
Schon 1845 gab es Bestrebungen, Morez an das französische Eisenbahnnetz anzuschließen. Die schwierige Topographie verunmöglichte jedoch eine rasche Realisierung. Von 1890 bis 1900 wurde die Eisenbahnlinie von Champagnole nach Morez verlängert, wofür zahlreiche Viadukte und Tunnels gebaut werden mussten. Die Fortsetzung durch das Tal der Bienne nach Saint-Claude wurde 1912 eingeweiht. Mit der Fertigstellung der meterspurigen Eisenbahnlinie der Chemin de fer Nyon–Saint-Cergue–Morez am 7. März 1921 erhielt die Gemeinde auch einen Bahnanschluss nach Nyon in der Schweiz. Die Bahn, die vom Bahnhof der SNCF wie eine Straßenbahn mitten durch das Zentrum von Morez verkehrte, diente neben dem Personentransport auch dem Gütertransport (insbesondere für Holz aus dem Hochjura). Der Betrieb auf dem französischen Abschnitt der Linie wurde 1958 eingestellt.
Als sich Frankreich im Zweiten Weltkrieg unter deutscher Besatzung befand, war der 1893 geborene Politiker Louis Paget, Deckname Clerc, schon seit 1931 sozialistischer Bürgermeister von Morez und als Anhänger der Genossenschaftsidee zudem Direktor der Coopérative des lunettiers réunis de Morez. Seine öffentlichte Funktion hinderte ihn nicht daran, den Kampf der Résistance gegen die Besatzer als Chef des lokalen Widerstands zu organisieren. Im Februar 1941 wurde Paget von den Deutschen festgenommen, weil er gefälschte Ausweise hergestellt hatte und kam für sechs Wochen in Dole in Gefangenschaft. Nach der Libération von Morez am 3. September 1944 durch die Forces françaises de l’intérieur und die Forces françaises libres wurde Paget Vorsitzender des Conseil général du Jura und blieb bis 1953 im Bürgermeisteramt.
Mit Wirkung vom 1. Januar 2016 wurde Morez mit Lézat und La Mouille zur Commune nouvelle Hauts de Bienne zusammengelegt. Die Gemeinde Morez war Hauptort des Kantons Morez im Arrondissement Saint-Claude.

## Bevölkerung

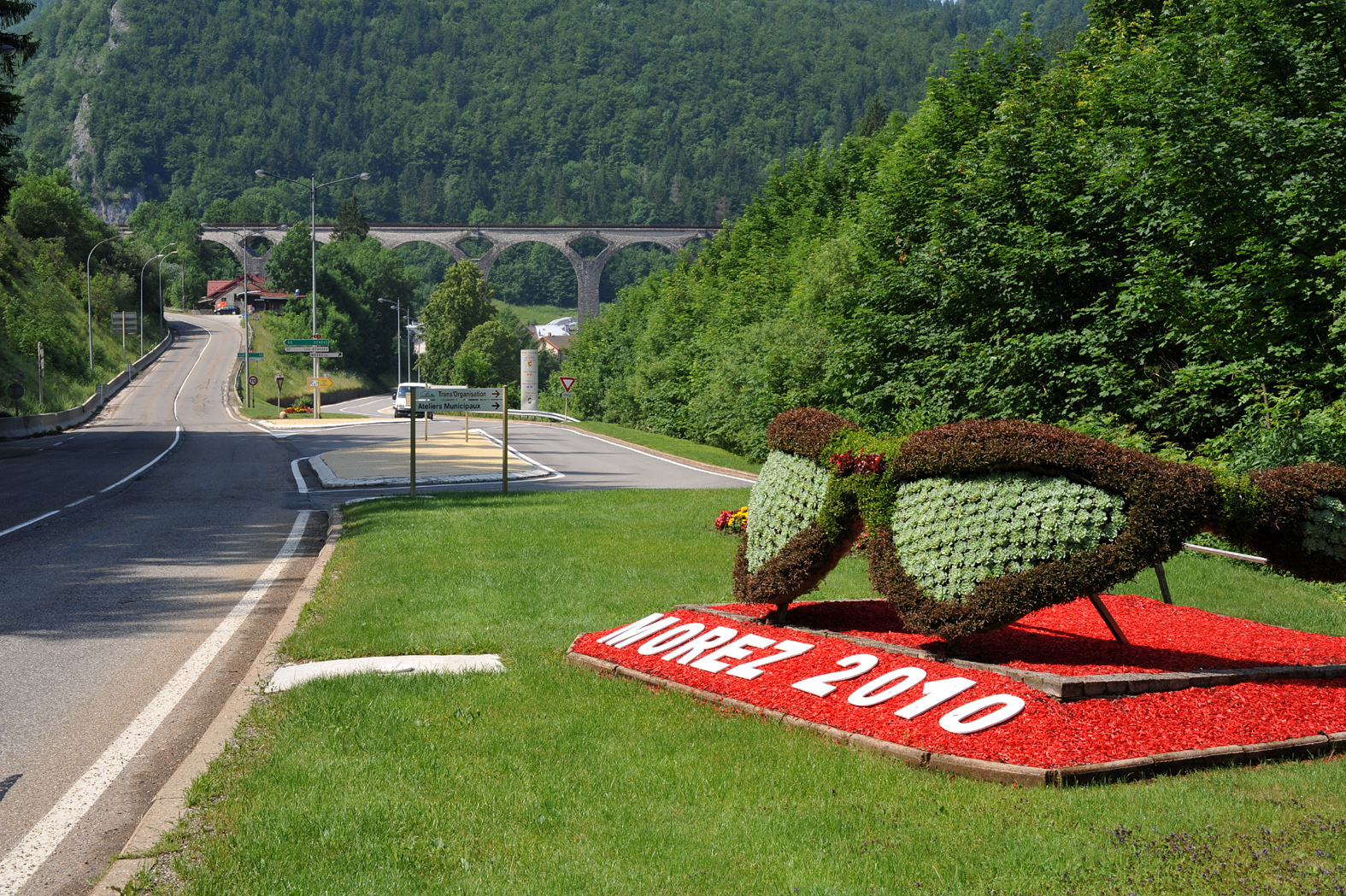
Brillenstadt Morez

| Jahr      | 1962 | 1968 | 1975 | 1982 | 1990 | 1999 | 2007 | 2017 |
| Einwohner | 5777 | 6408 | 6811 | 6739 | 6957 | 6104 | 5354 | 4848 |

Starke Wachstumsraten wies Morez zur Zeit seiner Industrialisierung in der ersten Hälfte des 19. Jahrhunderts auf. Danach blieb die Einwohnerzahl über lange Zeit relativ konstant. Nach 1911 wurde aufgrund der beiden Weltkriege und der Weltwirtschaftskrise bis 1946 eine Abnahme um rund 20 % verzeichnet. Ein erneuter Wachstumsschub folgte in der Zeit von etwa 1950 bis 1970, bevor wiederum eine Phase der Stagnation eintrat. Der bisherige Höchststand wurde Ende der 1980er-Jahre mit ungefähr 7000 Einwohnern erreicht. Bedingt durch Betriebsschließungen und Arbeitsplatzverluste, nahm die Einwohnerzahl von Morez seit 1990 um etwa 23 % ab.
Das Siedlungsgebiet von Morez erstreckt sich über eine Länge von fast 3 km entlang dem Flusslauf der Bienne. Auch die angrenzenden Hänge werden immer mehr überbaut. Die engen Platzverhältnisse im Klustal schränken die Ausdehnungsmöglichkeiten jedoch stark ein.

## Wirtschaft
Morez ist heute eine wichtige Industriestadt im Hochjura. Weitaus bedeutendster Industriezweig ist die optische Industrie. Zahlreiche Betriebe sind spezialisiert auf die Herstellung von Brillenfassungen, wobei Morez als Zentrum der Metallfassungen und Oyonnax als Zentrum der Kunststofffassungen gilt. Die Produktion verteilt sich zu drei Vierteln auf normale und Schmuckbrillen und zu einem Viertel auf Sonnenbrillen und Schutzbrillen. Zu den weiteren wichtigen Branchen gehören Fabrikation von Uhrenzubehörteilen, die Metallverarbeitung, die Holzverarbeitung und die Präzisionsmechanik.

## Tourismus
Als eines der Zentren des Regionalen Naturparks Haut-Jura profitiert Morez auch vom Tourismus und ist Standort verschiedener Hotels. Die Kleinstadt ist Ausgangspunkt sowohl für sommerliche als auch für winterliche Freizeitaktivitäten im Hochjura. Der Wintersport ist auf alpinen Skisport, Langlauf und Schneewanderungen ausgerichtet, während im Sommerhalbjahr Freizeitaktivitäten wie Wandern, Kanu, Kajak, Angeln, Reiten und Jagd im Vordergrund stehen.

## Verkehr

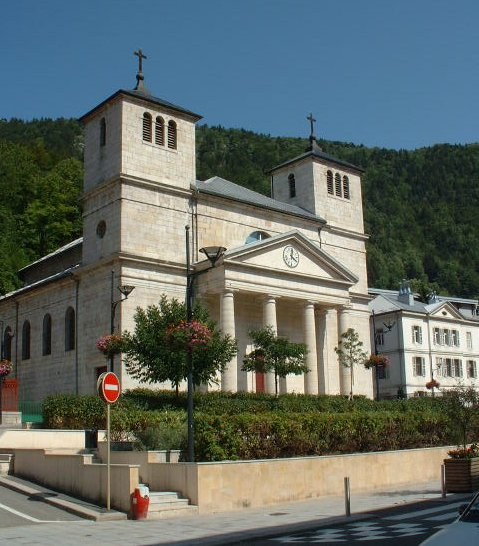
Katholische Kirche Morez

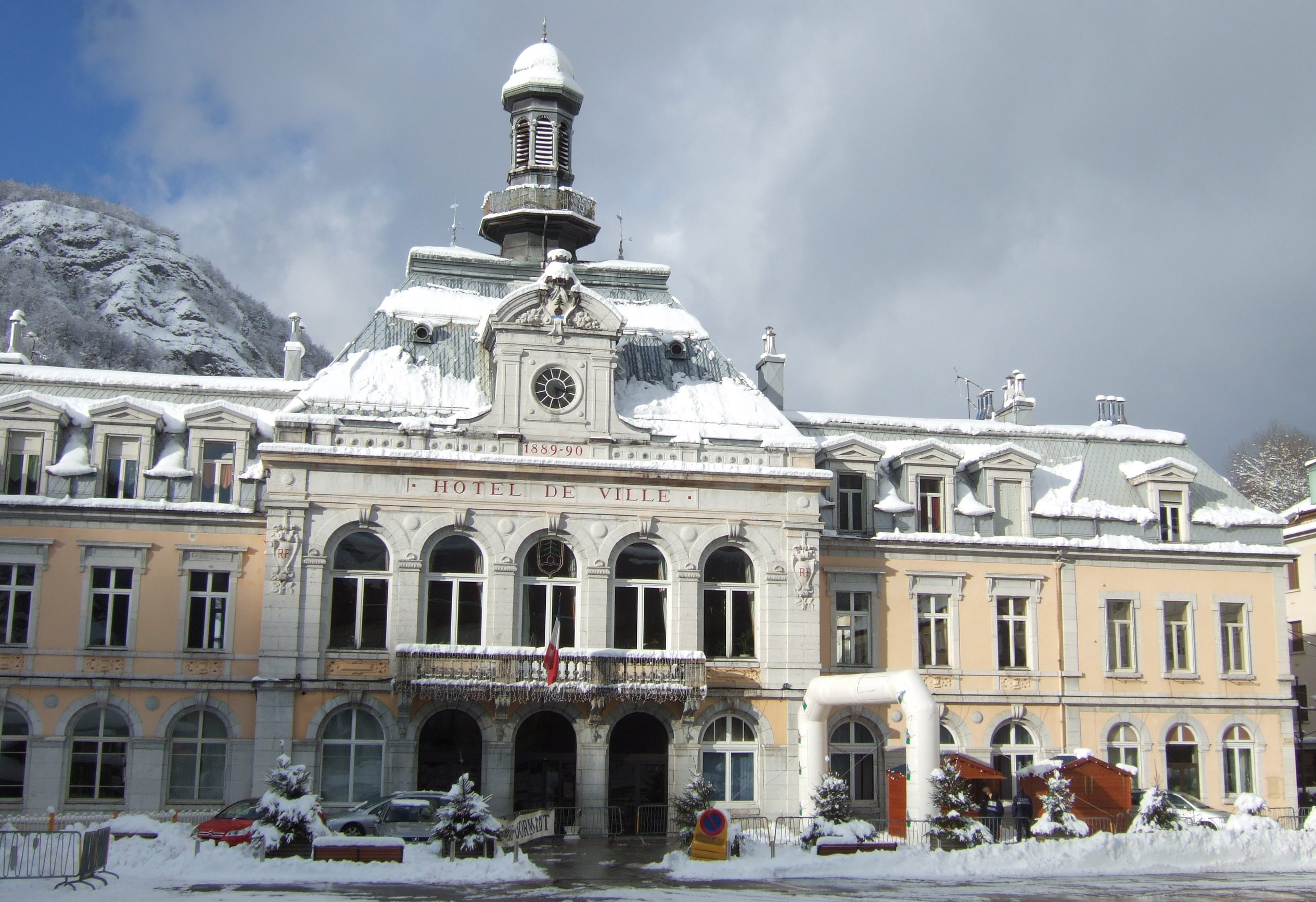
Ehemaliges Rathaus Morez

Die Stadt ist verkehrstechnisch gut erschlossen. Sie liegt an der Hauptstraße N5, die von Genf über den Col de la Faucille nach Champagnole und Dole führt. Weitere regionale Straßenverbindungen bestehen mit Saint-Claude und Mouthe.
Morez besitzt einen Sackbahnhof an der Eisenbahnlinie, welche die Strecke von Saint-Claude nach Champagnole bedient. Über Saint-Claude und Bourg-en-Bresse können die Städte Lyon und weiter Paris erreicht werden, über Champagnole gibt es durchgehende Verbindungen nach Dole und Besançon. Die Strecke wird von der Bahngesellschaft TER Franche-Comté, einer Tochtergesellschaft der SNCF, befahren.

## Sehenswürdigkeiten
Die alte Kirche von Morez wurde ab 1724 errichtet und 1738 zur Pfarrkirche erhoben (vorher gehörte der Ort kirchlich zu Longchaumois). Von 1822 bis 1827 wurde am Hauptplatz die neue doppeltürmige Kirche, Eglise de l’Assomption de la Vierge Marie (Mariä Himmelfahrt) mit monumentalem Portal erbaut, die eine Orgel der Orgelbauer Daublaine-Callinet von 1842 enthält. Kirche und Orgel sind als Monuments historiques eingetragen und geschützt. Ferner gibt es auch eine protestantische Kirche.
Am Hauptplatz bilden das monumentale Hôtel de Ville (Rathaus, 1890 erbaut) und die benachbarten Häuser ein bemerkenswertes Ensemble. Weitere Häusergruppen von Morez stammen aus der Zeit des Jugendstils sowie aus dem späten 18. Jahrhundert. Im Musée de la Lunette (Teil des Centre Viseum), das 2003 neu eröffnet wurde, wird die Geschichte der Brillenindustrie von Morez gezeigt.

## Bildung
In Morez können alle Stufen der obligatorischen Schulausbildung besucht werden. Morez ist Standort des Lycée Polyvalent Victor Bérard, einer renommierten technischen Berufsschule, die auf Mikrotechnik, Optik und Brillenherstellung spezialisiert ist.

## Partnerschaften
Morez unterhält seit 1987 eine Städtepartnerschaft mit der Stadt Achern in Baden-Württemberg.

## Persönlichkeiten
- Victor Bérard (1864–1931), Politiker, Historiker und Altphilologe
- Michel Pinseau (1926–1999), Architekt
- Alain Buffard (1960–2013), Tänzer und Choreograf
- Ferréol Cannard (* 1978), Biathlet

## Nachweise
1. 1 2  André Robert: Jura 1940–1944 : Territoires de Résistance. Préface de François Marcot. Éditions du Belvédère, Pontarlier 2016, ISBN 978-2-88419-302-3, S. 259, 333.
2. ↑  Französisches Kulturministerium
3. ↑  Französisches Kulturministerium